# Конрад VII фон Кирхберг
Конрад VII (VI) фон Кирхберг (на немски: Konrad VII (VI) von Kirchberg; † 17 януари 1417) е от 1370 г. до смъртта си граф на Кирхберг.

## Произход
Той е син на граф Вилхелм II фон Кирхберг († 1 септември 1370) и съпругата му Анна фон Айхен († 1369), дъщеря на Бертхолд фон Айхен († 1330).
Конрад VII умира на 17 януари 1417 г. и е погребан във Виблинген, днес част от Улм.

## Фамилия
Конрад VII фон Кирхберг се жени 1413 г. за графиня Анна фон Хоенберг-Вилдберг († 1421), вдовица на граф Фридрих X фон Хоенцолерн († 1412), дъщеря на граф Бурхард IX фон Хоенберг-Вилдберг-Наголд и Верена фон Хабсбург-Лауфенбург, дъщеря на граф Йохан II фон Хабсбург-Лауфенбург († 1380). Те имат децата:
- Еберхард VI фон Кирхберг († 15 май 1440), от 1417 г. граф на Кирхберг, женен пр. 8 август 1415 г. за графиня Агнес фон Верденберг-Хайлигенберг-Блуденц († 1436)
- Ирменгард фон Кирхберг († 3 март 1444), омъжена ок. 1407 г. за граф Йохан II фон Хелфенщайн-Блаубойрен († 1444)
- Анна († пр. 6 април 1440)
- ? Хартман († сл. 1455)